# Référendum constitutionnel chilien de 1980
Le référendum constitutionnel chilien de 1980 est un référendum ayant lieu le 11 septembre 1980 au Chili afin d'approuver ou de rejeter le projet de nouvelle constitution établi par le régime dictatorial du général Augusto Pinochet. 

## Contexte
Une majorité des deux tiers est nécessaire pour que le texte constitutionnel soit accepté, si tel est le cas alors la constitution de 1925 sera remplacée par la nouvelle.
Le référendum est controversé pour plusieurs raisons : cela fait d'abord sept ans que le pays est dirigé par la dictature militaire d'Augusto Pinochet et que celle-ci limite fortement toute opposition; si la constitution était acceptée alors Pinochet resterait au moins huit années supplémentaires au pouvoir (l'élection du président n'est alors pas dissociée de celle de la constitution, quelqu'un qui ne voulait que soutenir la nouvelle constitution sans pour autant adhérer à Pinochet devait forcément voter pour lui malgré tout); les modalités mêmes de l'élection ouvraient facilement la voix à des trucages.
La nouvelle constitution est approuvée avec 67,04 % des suffrages exprimés (donc plus des deux tiers requis), permettant à Pinochet d'être formellement élu président démocratiquement et de bénéficier d'une constitution renforçant ses pouvoirs personnels en gouvernant par décrets.
À la suite de la vague de manifestations de 2019-2021 au Chili, il est décidé d'organiser un référendum pour remplacer la constitution de 1980.

## Système électoral

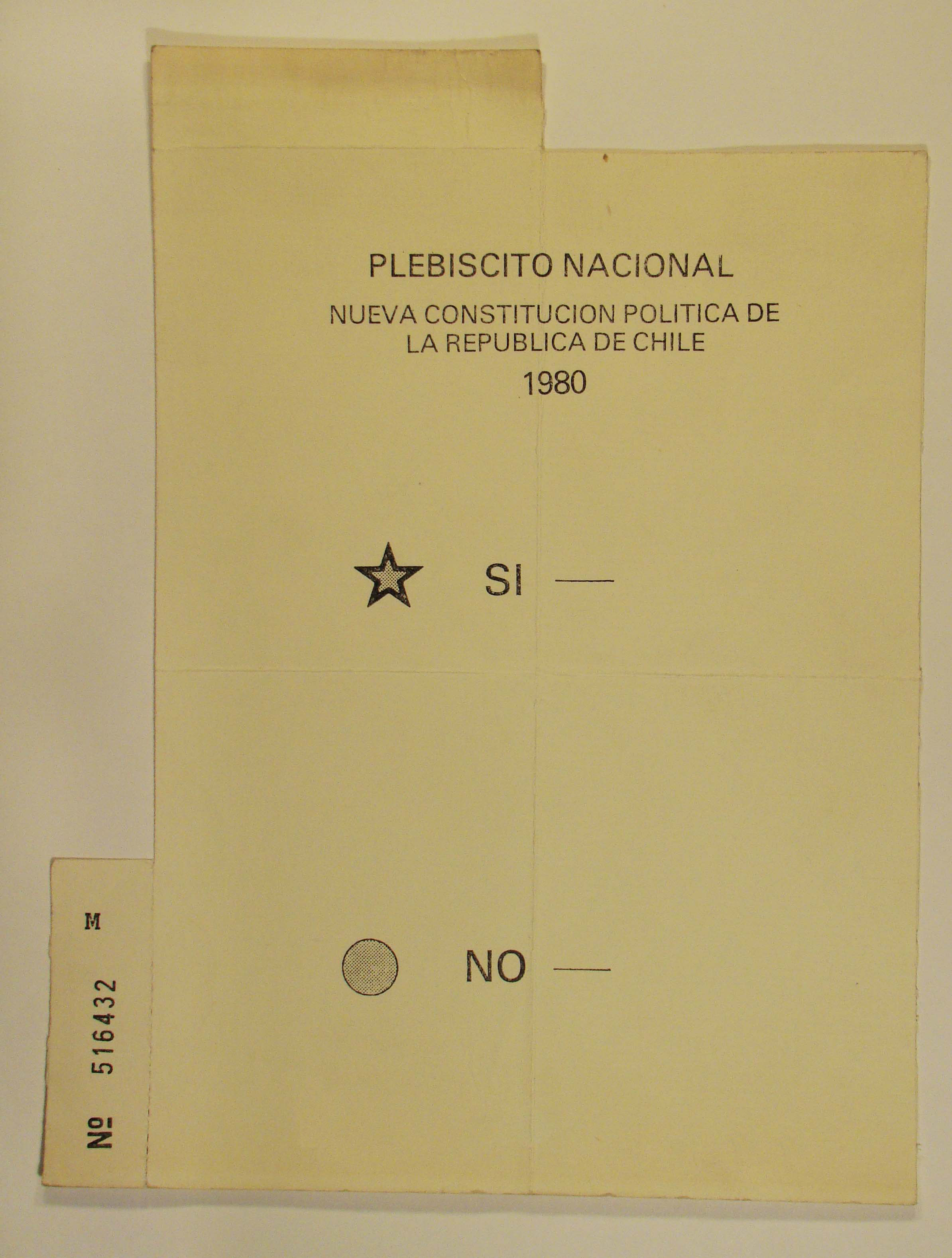
Bulletin de vote original.

Lors de l'élection, les chiliens âgés de 18 ans ou plus (y compris les analphabètes et les aveugles), ainsi que les étrangers résidant légalement au Chili âgés de plus de 18 ans et pouvant prouver leur statut de migrant régularisé, sont autorisés à voter. La participation est obligatoire sauf pour ceux ayant un empêchement physique ou mental, ainsi que les prisonniers.
Pour voter, le seul document requis est un certificat d'identité délivré par le Service de l'état civil et de l'identité. Aucune liste électorale n'est préparée pour le référendum. Le système de vérification pour ceux ayant déjà voté était une marque d'encre sur le pouce, qui disparaissait facilement, rendant aisées les possibilités de fraude électorale.

## Nouvelle constitution
La nouvelle constitution renforce les pouvoirs personnels du président de la République. Le Tribunal constitutionnel et le Conseil de sécurité nationale (COSENA), organisme controversé, sont créés. Dans ses dispositions provisoires, il y est prévu le transfert des pouvoirs du chef du gouvernement militaire au président nouvellement élu, Augusto Pinochet. Le pouvoir législatif lui est transféré, des mains de la junte gouvernementale (composé des chefs de la marine, de l'armée de l'air, de la police nationale et d'un représentant de l'armée de terre, le chef de cette armée étant Pinochet lui-même assurant déjà les fonctions de chef de l’exécutif), à une civile. La période de transition durerait huit ans pendant laquelle le pouvoir législatif serait toujours la junte militaire. La constitution fixe le premier mandat présidentiel de huit ans pour Pinochet, avec un référendum la huitième année, au cours duquel un seul candidat, nommé par la junte, serait en lice.
Le candidat, comme prévu, est Pinochet lui-même. L'organisation du référendum et la constitution elle-même anticipent clairement la victoire du « Oui », et de ce fait prennent parti en faveur du candidat. En revanche, les dispositions à prendre en cas du victoire du « Non » sont malgré tout sérieusement préparées montrant une certaine souplesse de la part du régime, par prudence. Ces dispositions se verront utile huit ans plus tard lorsque le « Non » l'emporta lors du plébiscite de 1988, permettant une transition du pouvoir en règle sans anicroches.
La constitution de 1980 est légèrement modifiée en 1990, lors de la transition démocratique du pays, afin de ne plus correspondre à un pouvoir sur mesure pour le général-président mais à une fonction présidentielle plus conventionnelle. Le pouvoir du président de dissoudre la Chambre des députés (la chambre basse du Congrès) ainsi que les mandats de huit ans avec possibilité de réélection, ont été modifiés ou supprimés.

### Résultats
Les résultats apportés par le Colegio Escrutador Nacional (Association nationale des observateurs électoraux) sont les suivants.
| Option          | Votes     | %     |
| --------------- | --------- | ----- |
| Oui             | 4 121 067 | 65,71 |
| Votes blancs    | 83 812    | 1,33  |
| Total « Oui »   | 4 204 879 | 67,04 |
| Non             | 1 893 420 | 30,19 |
| Votes invalides | 173 569   | 2,77  |
| Total de votes  | 6 271 868 | 100   |

## Conséquences

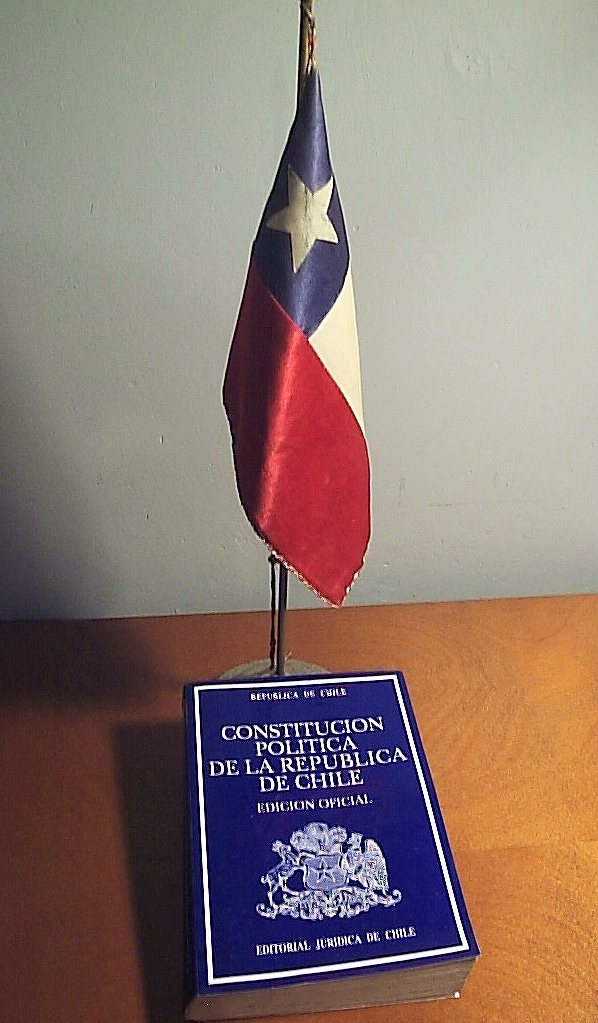
La Constitution de 1980.

Les résultats du référendum permettent l'approbation de la Constitution de 1980. Certaines personnes protestent cependant, notamment l'ex-sénateur Patricio Aylwin et 46 autres, considérant que les résultats officiels ne coïncident pas avec les résultats constatés par les dossiers électoraux (sous-entendant que des électeurs aient pu voter deux fois). C'est une remise en cause du système de vérification par l'encre. Faute de preuves, ces critiques sont rejetées par l'association de scrutin et la Constitution est malgré tout promulguée le 21 octobre 1980.
La nouvelle constitution entre en vigueur le 11 mars 1981. À partir de cette date, démarre une période de transition d'au moins huit ans où Augusto Pinochet agit à la fois en tant que président démocratiquement élu du pays et chef du régime militaire qui exerce le pouvoir législatif.

## Sources
1. ↑  Dieter Nohlen, Elections in the Americas: A data handbook, Volume II, 2005, p262 (ISBN 978-0-19-928358-3)
2. ↑  Dieter Nohlen, Elections in the Americas : a data handbook, 2005 (ISBN 0-19-925358-7, 978-0-19-925358-6 et 0-19-928357-5, OCLC 58051010, lire en ligne)
3. ↑  (es) « Un ancien agent de la DINA affirme qu'il y a eu fraude lors du plébiscite constitutionnel de 1980 au Chili (Ex agente de la DINA afirma que hubo fraude en plebiscito constitucional de 1980 en Chile) », Quotidien,‎ 11 juin 2012 (lire en ligne)
4. ↑  (es) « Contitutions politiques et actes constitutionnels (Constituciones políticas y Actas constitucionales) »
5. ↑  (en) Dieter Nohlen, Elections in the Americas : a data handbook, 2005, 268 p. (ISBN 0-19-925358-7, 978-0-19-925358-6 et 0-19-928357-5, OCLC 58051010, lire en ligne)
6. ↑  (es) Silva Bascuñán, Alejandro, Traité de droit constitutionnel. Volume III : La Constitution de 1980. Contexte et genèse (Tratado de Derecho Constitucional. Tomo III: La Constitución de 1980. Antecedentes y génesis), Editorial Jurídica de Chile, 1997 (ISBN 956-10-1178-6, lire en ligne)

- Nazer A., Ricardo et Rosemblit B., Jaime, « Electores, sufragio y democracia en Chile: una mirada histórica », Mapocho, Revista de Humanidades y Ciencias Sociales,‎ 2000 (lire en ligne)
- Silva Bascuñán, Alejandro, Tratado de Derecho Constitucional. Tomo III: La Constitución de 1980. Antecedentes y génesis., Santiago de Chile, Ed. Jurídica de Chile, 1997 (ISBN 956-10-1178-6)
- Décret 3465 du 8 août 1980, Ministère de l'Intérieur du Chili.
- Brève revue de l'histoire constitutionnelle du Chili - Bibliothèque du Congrès du Chili (en espagnol)

- Traduction officielle de la Constitution originale de 1980 Archivé   (Fichier PDF)
- Texte des constitutions chiliennes - Bibliothèque du Congrès du Chili (en espagnol)